# Jan Kloek
Jan Kloek (Alkmaar, 1741 - aldaar, 5 december 1804) was burgemeester van de Noord-Hollandse stad Monnickendam.

## Leven en werk
Kloek werd op 30 augustus 1741 gedoopt als zoon van de Alkmaarse regent Gerard Kloek en van Cornelia Witte. Hij trouwde op 16 september 1770 met Wilhelmina Catharina van Sanen, dochter van de burgemeester van Monnickendam mr. Arent van Sanen en van Clasina Catharina de Leeuw. Kloek vestigde zich direct naar zijn huwelijk in Monnickendam. In 1771 werd hij er gekozen tot lid van de vroedschap. Op 21 juli 1773 bezocht prins Willem V Monnickendam en nam vanaf het huis van Kloek een defilé van enkele vaandels af. Hij was onder meer ook schepen en burgemeester van Monnickendam. Daarnaast was hij hoofdingeland van de Purmer en van Schermermeer. Zijn echtgenote was in Alkmaar regentesse van het Wees- en Huisarmenhuis. In 1794 vertrokken zij van Monnickendam naar Alkmaar. Hij overleed aldaar in december 1804 en werd op 11 december begraven in de grafkelder die door zijn broer Willem Jacob in 1799 was gekocht in de Grote Kerk van zijn geboorteplaats Alkmaar.